# NGC 1997
NGC 1997 ist die Bezeichnung eines offenen Sternhaufens im Sternbild Dorado. Das Objekt wurde am 30. November 1834 von John Herschel entdeckt.